# Uroleucon rapunculoidis
Uroleucon rapunculoidis är en insektsart som först beskrevs av Carl Julius Bernhard Börner 1939.  Uroleucon rapunculoidis ingår i släktet Uroleucon och familjen långrörsbladlöss. Arten är reproducerande i Sverige. Inga underarter finns listade i Catalogue of Life.